# Hylaeus mana
Hylaeus mana är en biart som beskrevs av Karl N. Magnacca och Howell V. Daly 2003. Den ingår i släktet citronbin, och familjen korttungebin. Inga underarter finns listade i Catalogue of Life.

## Beskrivning
Hylaeus mana är ett gracilt, mycket litet bi med svart grundfärg; hanen har en vinglängd på knappt 3 mm. Båda könen har gula teckningar i ansiktet. Hanen har en utbredd ansiktsmask som sträcker sig från antennerna avsmalnande neråt. Även benen och främre delen av mellankroppen har utbredda, gula markeringar. Hos honan inskränker sig de gula tecknen till tre gula linjer, en vid varje öga och en på spetsen av clypeus.

## Utbredning
Hylaeus mana är endemisk för Oahu, en av öarna i Hawaii, där den lever i bergen. Arten är mycket sällsynt, endast fyra lokaler har kunnat konstateras.

## Ekologi
Arten, som är solitär, har påträffats i bergsterräng på omkring 400 meters höjd i en typ av skog som är en övergångsform mellan torr och fuktig skog. 
Litet är känt om biets levnadsvillkor, men på grundval av vad som är känt om andra arter i undersläktet på Hawaii, betraktas arten som en viktig pollinatör av inhemska blommor, men undviker exotiska, införda blomväxter. En känd näringsväxt är sandelträdarten Santalum freycinetianum.
Honan antas bygga sina larvbon i naturliga håligheter i trädstammar, och lägga ett ägg i varje larvcell, som hon dessförinnan har försett med näring i form av nektar och pollen. Därefter klär hon (likt alla citronbin) cellens väggar med ett sekret som stelnar till en cellofanliknande yta.
På grund av artens sällsynthet, och på grund av att den skogstyp den har påträffats i snabbt försvinner, främst till följd av byggnation och konvertering till annat bruk, har arten rödlistats som hotad (endangered) av US Fish and Wildlife Service.